# Michael Sragow
Michael Sragow (n. 22 iunie 1952, New York, SUA) este un cronicar și critic de film care a scris pentru The Orange County Register, The Baltimore Sun, The San Francisco Examiner, The New Times, The New Yorker (unde a lucrat cu Pauline Kael), The Atlantic și Salon. Sragow a editat, de asemenea, un volum de eseuri pe teme cinematografice ale lui James Agee (pentru cartea Agee on Film) și a scris sau a contribuit la scrierea mai multor cărți din domeniul cinematografiei.

## Carieră
Sragow a urmat cursuri la New York University și apoi la Universitatea Harvard, unde s-a specializat în istorie și literatură. Și-a început cariera la revista Boston Magazine și a devenit critic de film al revistei Rolling Stone. În perioada 1985-1992 a fost criticul de film principal al ziarului The San Francisco Examiner. Începând din 1999 a fost critic de film al revistei online salon.com, iar din anul 2001 a fost critic de film al ziarului The Baltimore Sun. În martie 2013 a devenit critic de film al ziarului The Orange County Register din California.
În anul 2008 Sragow a publicat o biografie a regizorului Victor Fleming. În recenzia sa, John Gallagher a scris că biografia elaborată de Sragow „îi repune pe regizor la locul său de drept în istoria filmului și în cultura populară. Este o carte fantastică, alcătuită pe baza unor cercetări asidue, folosind resurse arhivistice primare și o colecție completă de amintiri de la familia și colegii lui Fleming.” Jeanine Basinger a scris: „Steven Spielberg a spus despre Fleming: «Îi onorăm filmele și nu-l cunoaștem, pentru că și-a făcut treaba atât de bine». Mulțumită lui Michael Sragow, acum îl cunoaștem pe Victor Fleming.” Cartea lui Sragow a obținut Premiul Marfield, un premiu național pentru cărți despre artă, în anul 2008.
În ianuarie 2010 Sragow a predat un curs despre „Filme clasice americane” la Centre College pentru programul „Centre Term” de trei săptămâni al școlii. Sragow l-a susținut în mod constant pe regizorul britanic David Yates prin intermediul blogului său online „Sragow Gets Reel”, numindu-l „un maestru cinematografic al tensiunii, atmosferei și sugestiei emoționale”.

## Cărți
- Sragow, Michael, ed. (1990). Produced and Abandoned: The Best Films You've Never Seen. National Society of Film Critics. ISBN 0-916515-84-2.
- Sragow, Michael, ed. (2005). James Agee: Film Writing and Selected Journalism. Library of America. ISBN 978-1-931082-82-2.
- Sragow, Michael, ed. (2005). James Agee: Let Us Now Praise Famous Men, A Death in the Family, Shorter Fiction. Library of America. ISBN 978-1-931082-81-5.
- Sragow, Michael (2008). Victor Fleming: An American Movie Master. Pantheon. ISBN 978-0-375-40748-2.

## Legături externe
- Michael Sragow la Internet Movie Database